# Рамсес VI
Рамсес VI — фараон Древнего Египта из XX династии, правивший приблизительно в 1143—1135 годах до н. э.

## Биография
Рамсес VI был сыном Рамсеса III и царицы Исиды. Занял престол, возможно, отстранив Рамсеса V.
Царствование Рамсеса VI было неспокойным. Уже на первом году его правления Египет был взволнован угрозой новой ливийской войны, вызвавшей внутренние беспорядки, а также, возможно, эпидемией инфекционной болезни. Набеги ливийцев были опустошительными и от них пострадали как люди, так и многие памятники. Египет в правление Рамсеса VI полностью лишился своих иноземных владений, за исключением Нубии. Рамсес VI стал последним царём, имя которого встречается в храме Хатхор в Серабит эль-Хадим на Синайском полуострове. Единственный его памятник, оставленный в Палестине, это подножие бронзовой статуи этого царя обнаруженное в Мегиддо, но, учитывая эталонный характер отношения к бронзе в древности, не стоит воспринимать этот памятник как серьёзное доказательство египетского присутствия в Азии.
Основное строительство при Рамсесе VI развернулось в Фивах. В последний раз в Новом царстве по приказу царя триумфальной сценой были украшена поверхность второго пилона храма Амона в Карнаке и стена комплекса Мединет-Абу.
Как и Рамсес IV, Рамсес VI узурпировал множество памятников, созданных в предшествующие царствования и, прежде всего, в царствование своих предшественников Рамсеса IV и Рамсеса V, стирая их имена и ставя вместо них своё. Видимо, к этому времени узурпация памятников более древних царей не только не запрещалась, но и стала систематической. В долине Нила, помимо Фив, памятники Рамсеса VI немногочисленны, но зато и не узурпированы у предшественников. Так, в Гелиополе и Мемфисе найдены архитектурные фрагменты с его именем; граффити царя остались на стенах храма Сети I в Вади Мийа, именами Рамсеса VI заменены картуши Рамсеса IV на пилоне храма в Арманте и блоке из Эль-Каба. Следы строительной деятельности царя сохранились на месте гигантского храма, заложенного Рамсесом IV в Асасифе. В Нубии царские граффити обнаружены в Вади эс-Себуа; дверь нового храма, сооруженного Рамсесом VI, выявлена в Каср Ибрим: вероятно, это был самый поздний храм эпохи Нового царства в этом регионе. Надписи в гробнице египетского заведующего каменоломнями в Уауате и храмовым имуществом в Дерре Пеннута сообщают нам о довольно мирном правлении Рамсеса в Нубии.

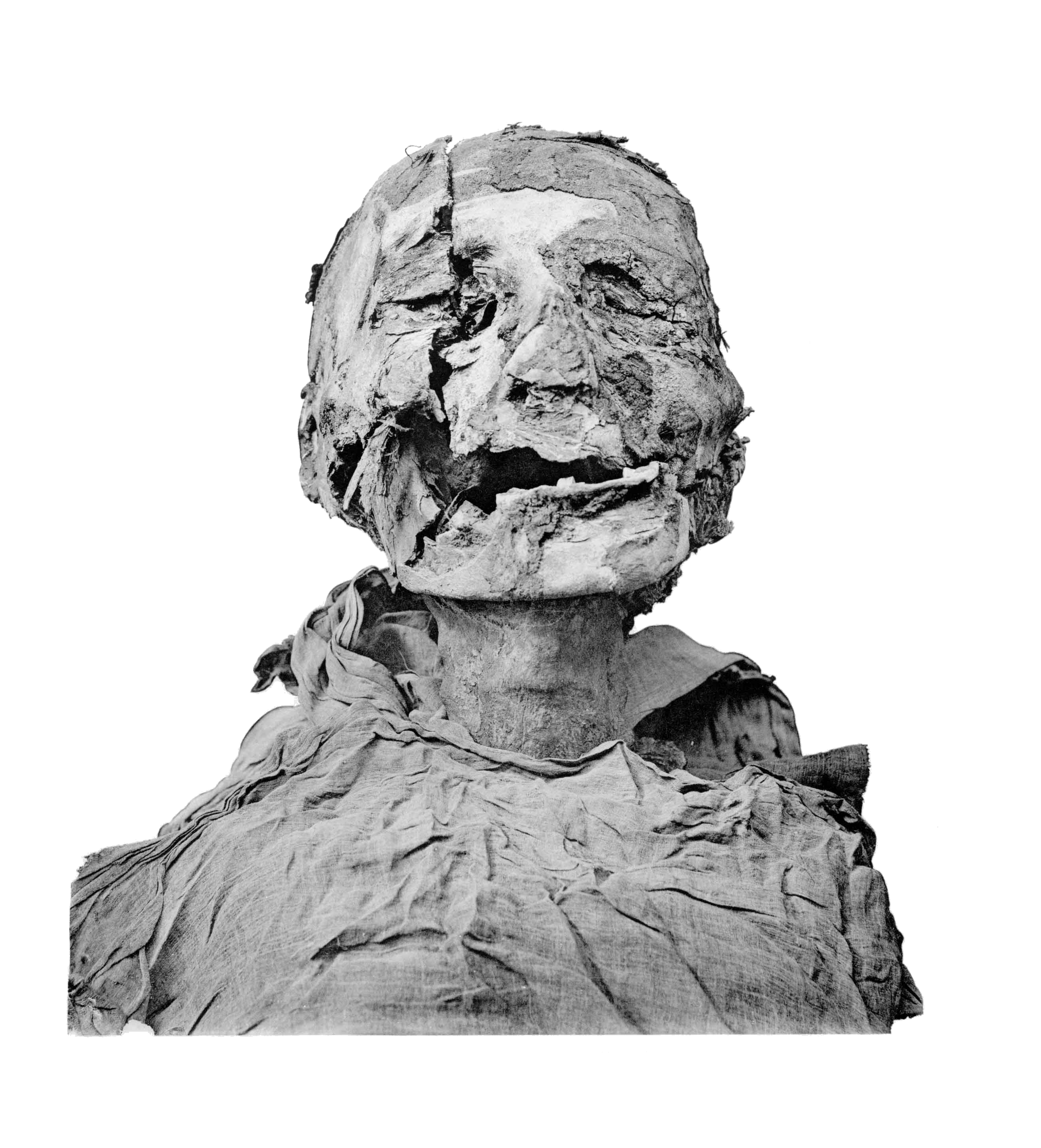
Голова мумии фараона Рамсеса VI

Едва ли не единственным памятником царя, который он успел завершить, стала его гробница в Долине царей (KV9) (первоначально предназначенная для захоронения Рамсеса V). Восхитительная усыпальница была известна под названием «гробница Мемнона» ещё римлянам. В гробнице, гораздо более просторной и грандиозной, нежели «дом вечности» Рамсеса IV, сохранилась роскошный декор. Эта усыпальница была ограблена расхитителями гробниц вскоре после его захоронения. Помимо исчезновения всех материальных ценностей, некоторые повреждения получила также мумия фараона.
Туринский папирус отводит Рамсесу VI 8 лет и 2 месяца правления. От 8-го года правления этого фараона сохранилась выцарапанная надпись, содержавшая также имя верховного жреца Амона, Рамсеснахта.
Известна главная супруга царя — Нубхесдеб.